# Ogbomosho
Ogbomosho è una città della Nigeria, situata nello stato di Oyo, nella parte sudoccidentale del paese. La popolazione, secondo una stima del 2005, è di circa 1.200.000 abitanti. L'economia si basa prevalentemente sull'agricoltura; i principali prodotti sono l'igname (Dioscorea o Yam), la maniota (Manihot esculenta o Cassava), il mais e il tabacco per fumare.